# Antonio Prieto (Sänger)

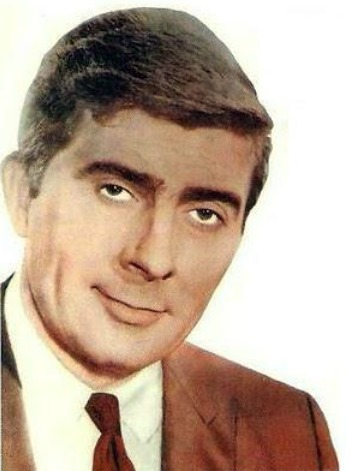
Antonio Prieto

Juan Antonio Espinoza Prieto (* 26. Mai 1927 in Iquique; † 14. Juli 2011 in Santiago de Chile) war ein chilenischer Schauspieler und Bolero-Sänger. Seine Vielseitigkeit und sein Charisma machten ihn – neben seinem Landsmann Lucho Gatica – zu einem der beliebtesten Sänger Chiles.

## Leben
Prieto begann seine Laufbahn als Teilnehmer des Musikwettbewerbs La Feria de los deseos, den Raúl Matas bei Radio Minería leitete. Mit Balladen wie El Reloj, Chuquicamata und Huija (von seinem Bruder Joaquín Prieto) wurde er in den 1960er und 1970er Jahren als Sänger bekannt. Sein berühmtestes Stück war der Walzer La Novia, der 1961 erschien und sich ein Jahr lang in den spanischen Hitlisten hielt.
1964 nahm er mit einem Lied von Gino Paoli am Sanremo-Festival teil. Insgesamt interpretierte Prieto mehr als eintausend Lieder und veröffentlichte mehrere eigene Alben.
Antonio Prieto litt an Alzheimer und erlag in einer Klinik in Santiago de Chile an einem Herzstillstand im Alter von 84 Jahren.

## Filmografie (Auswahl)
- 1963: Zorro mit den drei Degen (Le tre spade di Zorro)
- 1964: Für eine Handvoll Dollar (Per un pugno di dollari)
- 1964: Cordoba (Llanto por un bandido)